# Marathon (Texas)
Marathon is een plaats (census-designated place) in de Amerikaanse staat Texas, en valt bestuurlijk gezien onder Brewster County.

## Demografie
Bij de volkstelling in 2000 werd het aantal inwoners vastgesteld op 455.

## Geografie
Volgens het United States Census Bureau beslaat de plaats een oppervlakte van
13,6 km², geheel bestaande uit land. Marathon ligt op ongeveer 1256 m boven zeeniveau.

## Plaatsen in de nabije omgeving
De onderstaande figuur toont nabijgelegen plaatsen in een straal van 76 km rond Marathon.